# 天府机场1号2号航站楼站
天府机场1号2号航站楼站位于中华人民共和国四川省成都市简阳市成都天府国际机场1号、2号航站楼之间的综合交通换乘中心（GTC）内部，是成都地铁18号线的一座地下车站，于2021年6月27日启用。19号线于2023年11月28日开始停靠本站。
施工期间，本站曾用工程名“天府机场T1T2站”；最初拟命名“天府机场1-2航站楼站”，后改为现名。

## 车站结构

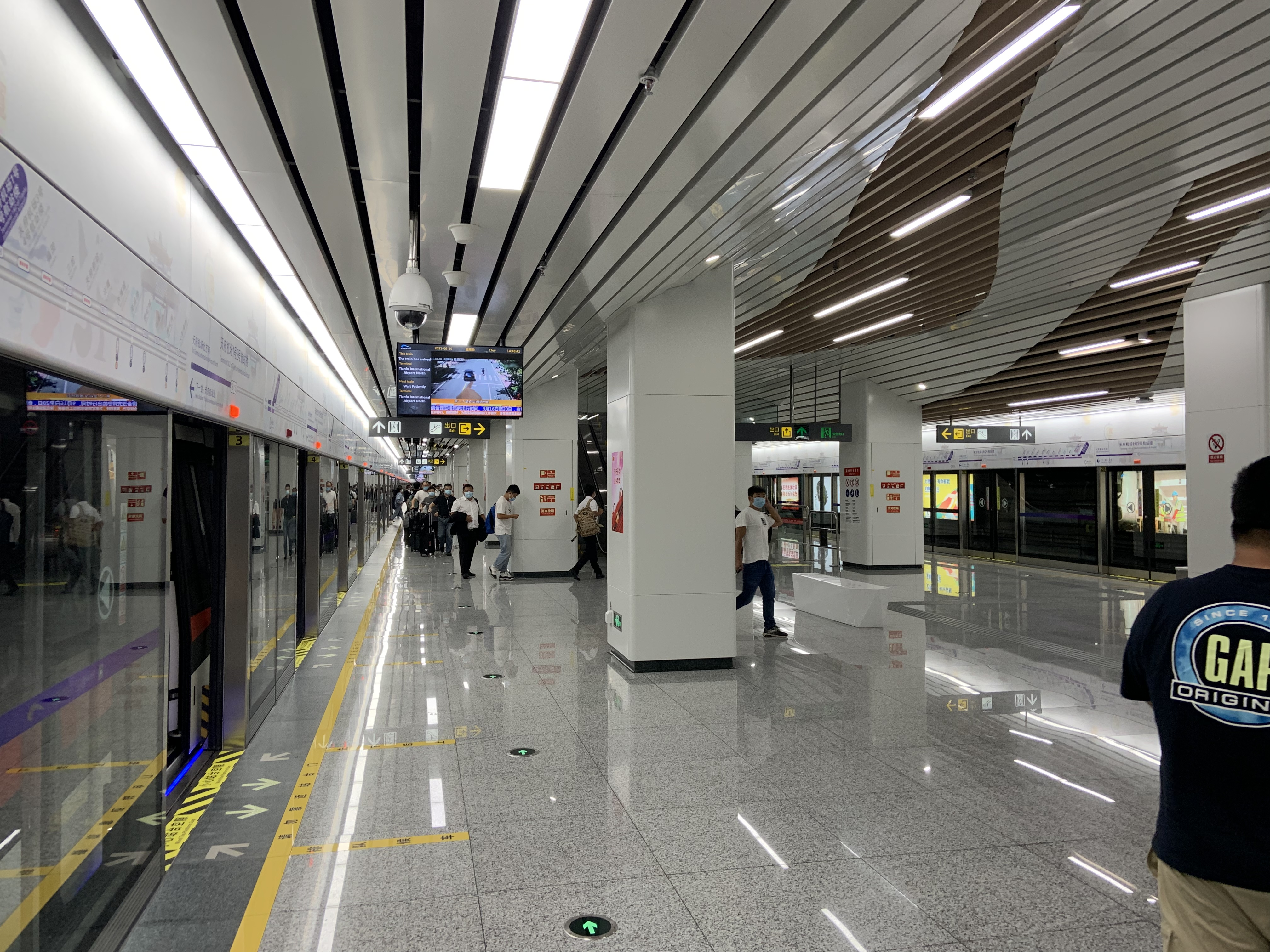
站台层
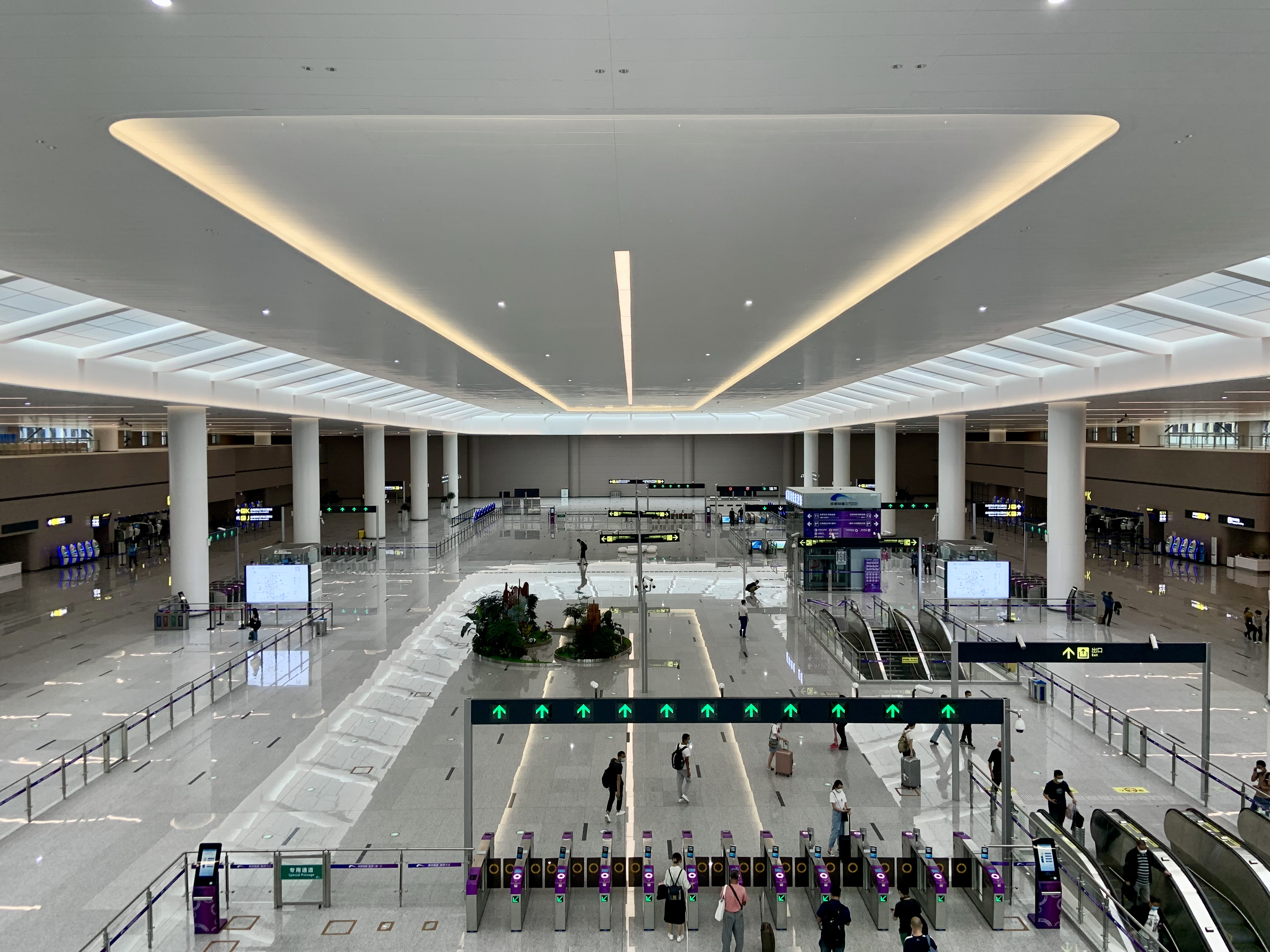
站厅层
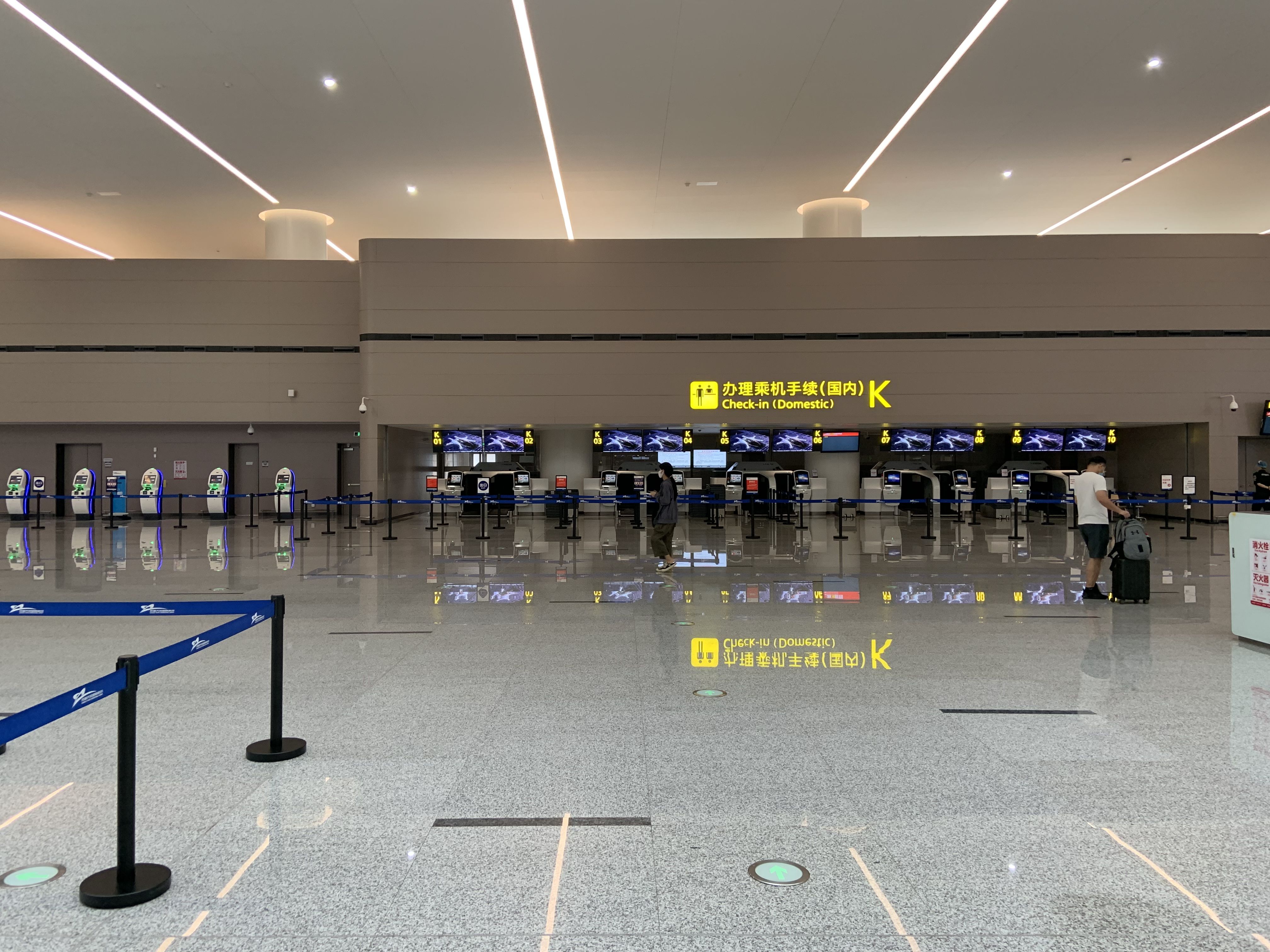
配套快速值机柜台

天府机场1号2号航站楼站18号线车站是地下一层2面2线岛式站台车站。本站与综合交通换乘中心（GTC）共構，站厅层即为中心大厅，不设置独立出入口。岛式站台供18号线和19号线列车停靠，其中18号线车次为普线车和直达车，19号线车次为共线车和直达车。另有一个岛式站台预留给成都市域铁路S13线使用。
| 地面                             | 站厅 | 综合交通换乘中心 · 自助购票 客服中心 |
| 地下一层                         | 站台 | \| \| \| 19号线直达车往双流机场2航站楼东[註 1]（终点站） 19号线普通车往金星[註 1]（福田 · 未来：天府机场3号4号航站楼） 18号线直达车往火车南站（终点站） 18号线普通车往火车南站（福田 · 未来：天府机场3号4号航站楼） \| \| 島式 · 開左邊车门 · 无障碍卫生间 \| \| \| \| \| \| 18号线普通车往天府机场北（终点站） 18号线直达车往天府机场北（终点站） 19号线普通车往天府机场北[註 1]（终点站） 19号线直达车[註 1]下客站台 \| |
|                                  |      | 19号线直达车往双流机场2航站楼东（终点站） 19号线普通车往金星（福田 · 未来：天府机场3号4号航站楼） 18号线直达车往火车南站（终点站） 18号线普通车往火车南站（福田 · 未来：天府机场3号4号航站楼） |
| 島式 · 開左邊车门 · 无障碍卫生间 |      | |
|                                  |      | 18号线普通车往天府机场北（终点站） 18号线直达车往天府机场北（终点站） 19号线普通车往天府机场北（终点站） 19号线直达车下客站台 |

### 出入口
本站与综合交通换乘中心共構，不设置独立出入口。

## 内装与公共艺术
本站18号线标识色为特殊的紫色。

## 直达列车
本站提供18号线和19号线的直达列车服务。
18号线直达列车运行区间为火车南站—天府机场北，中途仅停靠本站。每日第一班直达车为线路首发车，5时55分发车，其余班次7时至23时整点从火车南站和天府机场北站发车，每日开行36列。
19号线直达列车在双流机场2航站楼东与本站之间运行，中途不停靠其他站点。直达车共耗时30分，每日开行6对，时刻表如下：
- 往双流机场2航站楼东：

| 停靠站                     | 第一班         | 第二班         | 第三班         | 第四班         | 第五班         | 第六班         |
| -------------------------- | -------------- | -------------- | -------------- | -------------- | -------------- | -------------- |
| 天府机场 1号2号航站楼 1816 | 06:30          | 11:30          | 13:30          | 15:30          | 21:30          | 22:30          |
| 双流机场2航站楼东 1909     | 07:00 （到达） | 12:00 （到达） | 14:00 （到达） | 16:00 （到达） | 22:00 （到达） | 23:00 （到达） |

- 到达本站：

| 停靠站                     | 第一班         | 第二班         | 第三班         | 第四班         | 第五班         | 第六班         |
| -------------------------- | -------------- | -------------- | -------------- | -------------- | -------------- | -------------- |
| 双流机场2航站楼东 1909     | 06:30          | 11:30          | 13:30          | 15:30          | 21:30          | 22:30          |
| 天府机场 1号2号航站楼 1816 | 07:00 （到达） | 12:00 （到达） | 14:00 （到达） | 16:00 （到达） | 22:00 （到达） | 23:00 （到达） |

## 历史
- 2021年6月27日，18号线车站启用，18号线开行快线，本站上一站为三岔，下一站为天府机场北。
- 2023年6月1日，18号线取消快线，开行直达车，本站上一站为火车南站，下一站为天府机场北。
- 2023年11月28日，19号线共线运营车次、直达车次开始停靠本站，直达车上一站为双流机场2航站楼东，本站为终点站。

## 未来发展
根据线网规划，成都市域铁路S13线在天府机场1号2号航站楼站设有一站。该线路建设规划已获批复，尚未开工建设。